# Куп пет нација 1969.
Куп пет нација 1969. (службени назив: 1969 Five Nations Championship) је било 75. издање овог најелитнијег репрезентативног рагби такмичења Старог континента. а 40. издање Купа пет нација.
Трофеј је освојио Велс.

## Такмичење
Француска - Шкотска 3-6
Ирска - Француска 17-9
Шкотска - Велс 3-17
Ирска - Енглеска 17-15
Енглеска - Француска 22-8
Шкотска - Ирска 0-16
Велс - Ирска 24-11
Енглескса - Шкотска 8-3
Француска - Велс 8-8
Велс - Енглеска 30-9

## Табела
|   | Селекција                      | ИГ | Д | Н | И | ПД | ПП | ПР  | Б |  |
| - | ------------------------------ | -- | - | - | - | -- | -- | --- | - |  |
| 1 | Рагби репрезентација Велса     | 4  | 3 | 1 | 0 | 79 | 31 | +48 | 7 |  |
| 2 | Рагби репрезентација Ирске     | 4  | 3 | 0 | 1 | 61 | 48 | +13 | 6 |  |
| 3 | Рагби репрезентација Енглеске  | 4  | 2 | 0 | 2 | 54 | 58 | -4  | 4 |  |
| 4 | Рагби репрезентација Шкотске   | 4  | 1 | 0 | 3 | 12 | 44 | -34 | 2 |  |
| 5 | Рагби репрезентација Француске | 4  | 0 | 1 | 3 | 28 | 53 | -25 | 1 |  |